# St. Philippus (Lübeck)
Die St. Philippus-Kirche ist ein evangelisch-lutherisches Kirchengebäude der Moderne in Lübeck.

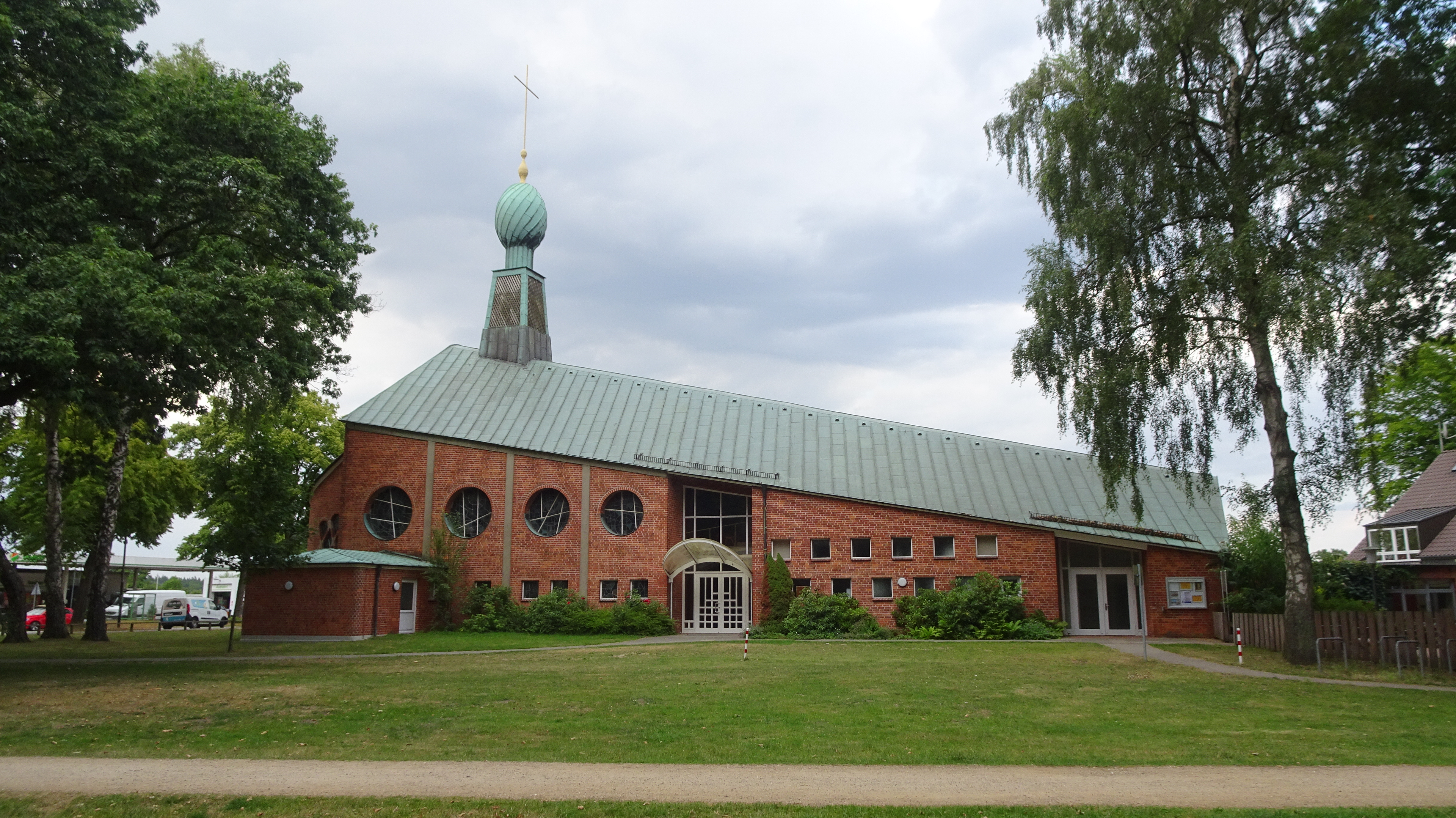
Lübeck, St.-Philippus-Kirche

Wegen ihres eigenwilligen Äußeren, das einem Seehund ähnelt, der einen Ball auf der Schnauze balanciert, wird die Kirche im Volksmund auch St. Seehund genannt.

## Geschichte
Am 1. April 1956 wurde auf Beschluss der  Kirchenleitung die Gemeinde St. Philippus von der Kirchengemeinde St. Thomas in Brandenbaum abgetrennt. Pläne für eine eigene Kirche im Stadtteil gab es zwar schon seit 1953, jedoch stand zunächst nur in der Sparkasse beim Kaufhof ein kleiner Raum zur Verfügung, in der Meesenkaserne wurden die Gottesdienste abgehalten. Am 1. Januar 2022 schlossen sich St. Philippus, Auferstehungskirche und St. Thomas zur Evangelisch-lutherischen Kirchengemeinde Marli-Brandenbaum Lübeck zusammen.

## Bau
Die Grundsteinlegung der Kirche erfolgte am 7. Juli 1956. Die Einweihung war am 24. März 1957 und wurde durch Bischof Heinrich Meyer durchgeführt. 1960 wurde das Pastorat errichtet. Das Kirchengebäude wurde nach Plänen des Architekten Gerhard Langmaack aus Hamburg entworfen. Der lang gestreckte Backsteinbau hat ein Satteldach, das von Süden nach Norden schräg ansteigt. Der Dachreiter hat eine langgezogene Kugel, auf ihm ist ein Kreuz bekrönt.

## Innenraum
Die Farbfenster, die von Emil Grassert entworfen wurden, bestimmen den Raumeindruck im Inneren der Kirche. Die Fenster im Altarraum haben das Thema Passion Christi. Im Hauptraum der Kirche nehmen drei kleinere Fenster das auf, dargestellt sind weitere Marterinstrumente. Die übrigen kleinen Fenster sind der Schöpfung gewidmet. Die Oberlichtfenster, die eine runde Form haben und sich an der Westwand befinden, sind künstlerisch gestaltet mit dem Christus-Monogramm, Weltkugel mit Kreuz, Alpha und Omega. Das jüngste Fenster hat den Titel „Mondnacht, Schatten vom Ölberg her“; es stammt aus dem Jahr 1996.

## Glocken
Im Dachreiter der Kirche befinden sich zwei Glocken von der Glockengießerei Rincker aus dem Jahr 1960.
| Nr. | Schlagton | Gießer, Gussort               | Gussjahr | Merkmale |
| --- | --------- | ----------------------------- | -------- | --- |
| 1   | des2      | Glockengießerei Rincker, Sinn | 1960     | Um die Schulter herum trägt sie eine Innenschrift, auf der Flanke ein Kreuz, auf der Wolm den Namen der Gemeinde |
| 2   | es2       | Glockengießerei Rincker, Sinn | 1960     | Um die Schulter herum trägt sie eine Innenschrift, auf der Wolm trägt sie das Gießerzeichen                      |

## Orgel

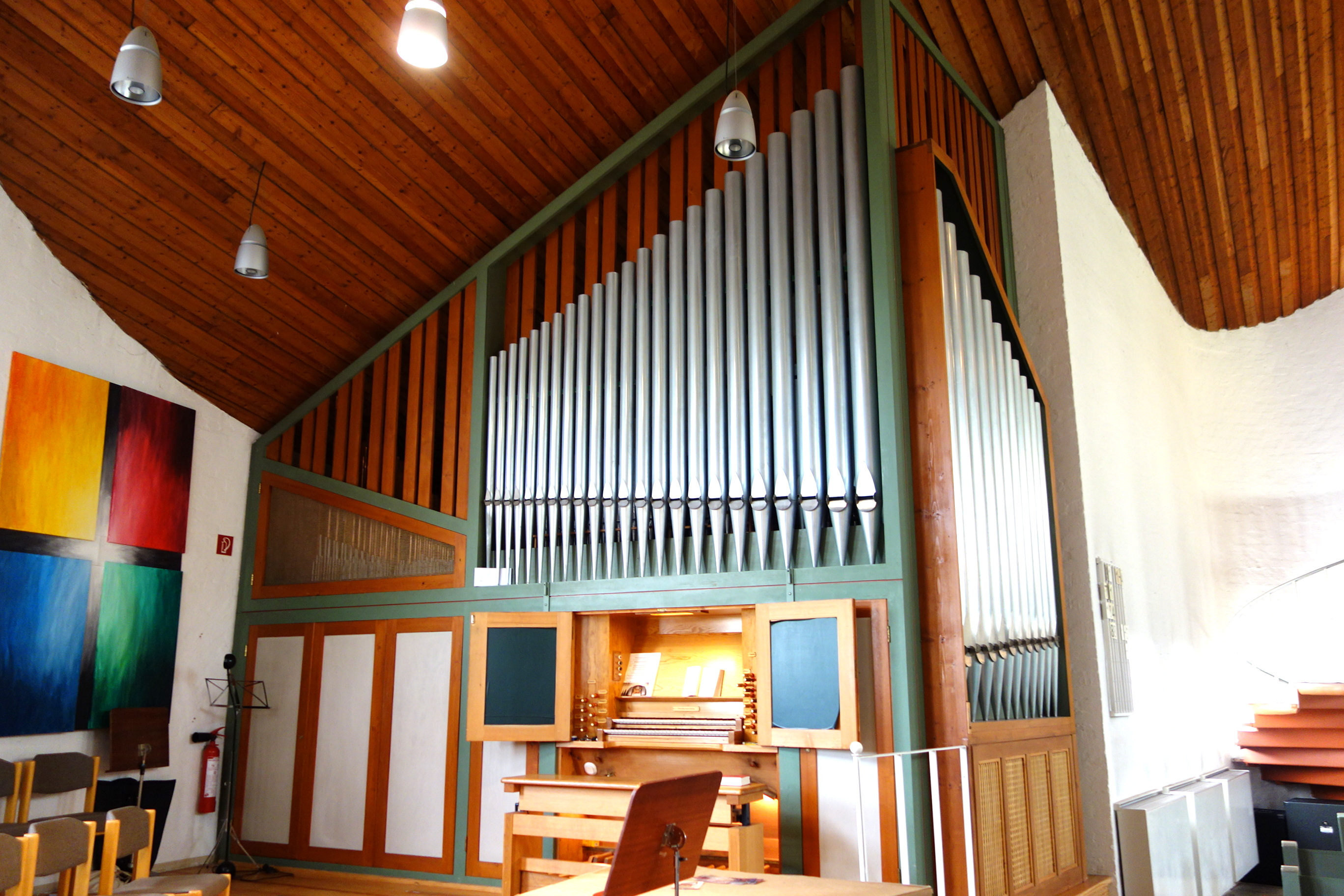
Orgel von St. Philippus

Die Orgel stammt von der Firma Friedrich Weigle aus Echterdingen. Sie stammt aus dem Jahr 1958. 1965 wurde sie neu intoniert und 1979 durch einen Tremulanten erweitert.